# Medauhof
Der Medauhof ist eine Forschungsstätte der Veterinärmedizinischen Uni Wien in Berndorf in Niederösterreich.
Der Medauhof wird heute überwiegend zur Nutztieraufzucht verwendet.

## Lage
- Lage auf ÖK 50